# M/S Gällnö
M/S Gällnö är ett isgående passagerarfartyg som tillhör Waxholmsbolaget och sedan juni 2010 går i reguljär trafik i Stockholms skärgård. Gällnö är ett av två fartyg i serien, i december 2009 levererades systerfartyget M/S Nämdö till Waxholmsbolaget. De båda fartygen har ersatt M/S Skarpö och M/S Ramsö, men dessa fick åter träda i tjänst sedan Nämdö och Gällnö drabbats av haverier under senvintern 2011.
I likhet med de tre nya större isgående fartygen M/S Sandhamn, M/S Dalarö och M/S Söderarm är fartyget utrustat med hiss mellan huvuddäck och övre däck för att öka tillgängligheten.

## Bildgalleri

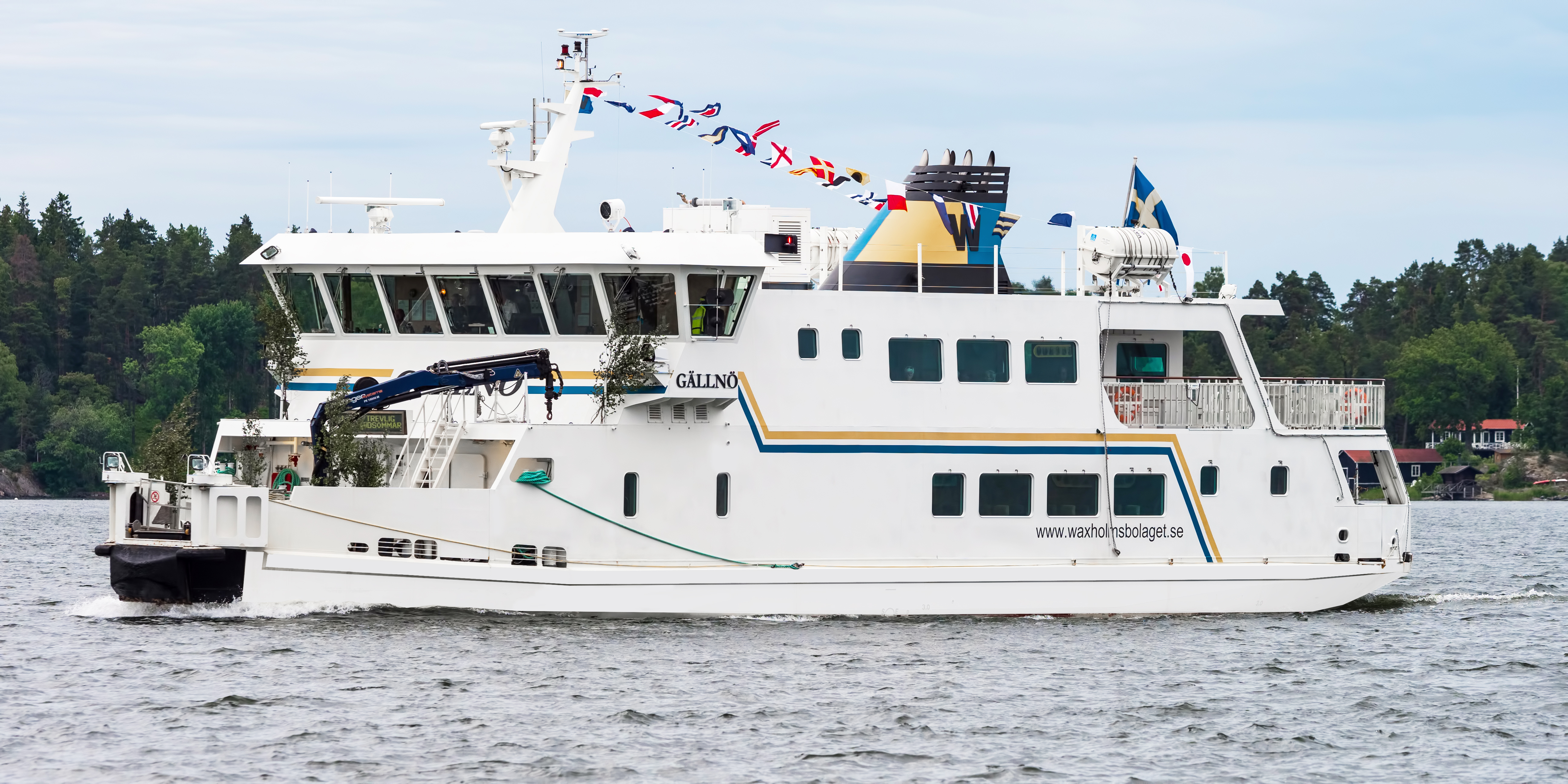
M/S Gällnö utanför Vaxholm 2017.
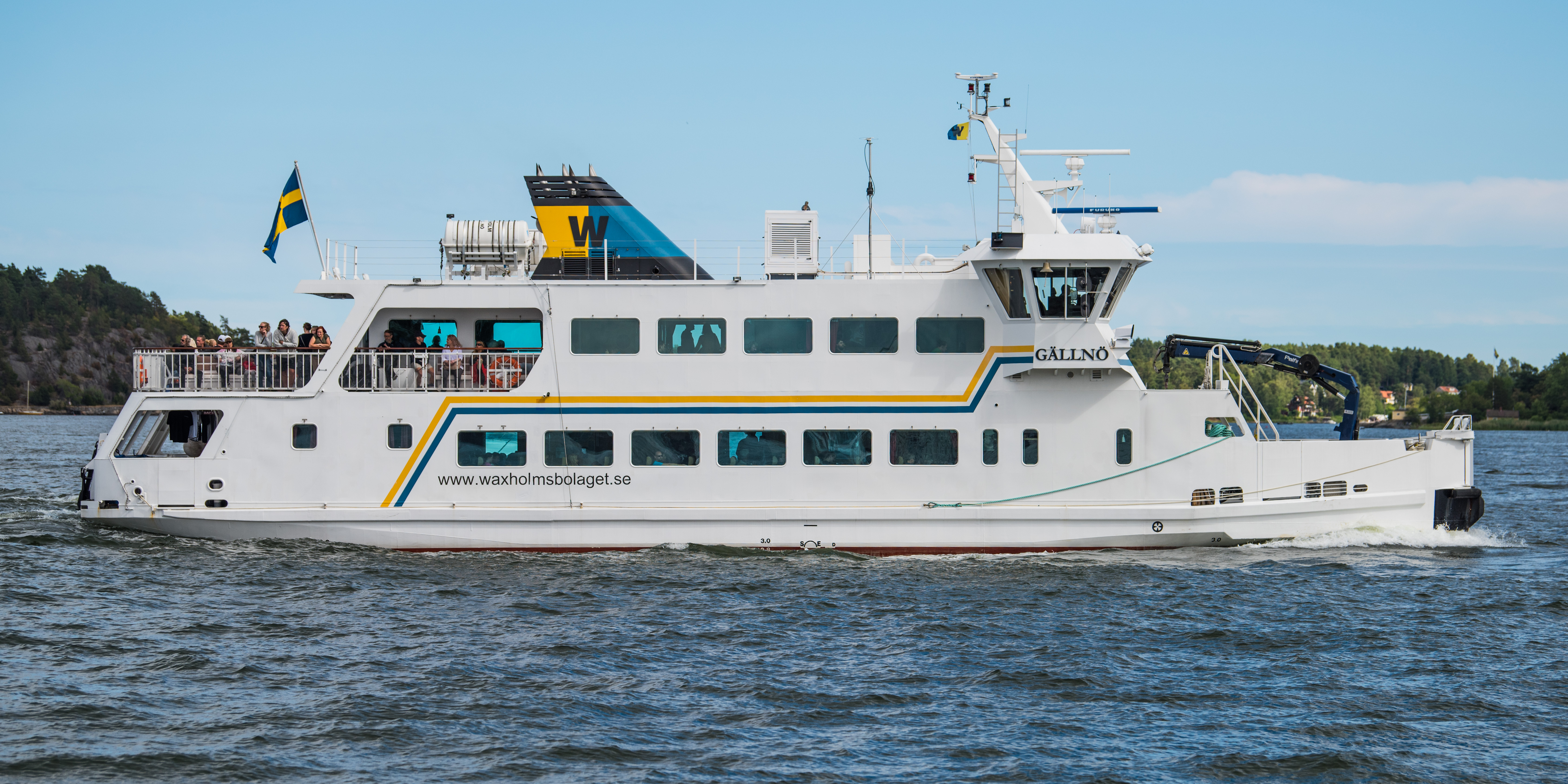
M/S Gällnö på Söderfjärden 2018.